# Залонче (Мазовецьке воєводство)
Залонче (пол. Załącze) — село в Польщі, у гміні Груєць Груєцького повіту Мазовецького воєводства.
Населення — 84 особи (2011).
У 1975-1998 роках село належало до Радомського воєводства.

## Демографія
Демографічна структура станом на 31 березня 2011 року:
|          | Загалом | Допрацездатний вік | Працездатний вік | Постпрацездатний вік |
| -------- | ------- | ------------------ | ---------------- | -------------------- |
| Чоловіки | 43      | 14                 | 24               | 5                    |
| Жінки    | 41      | 11                 | 23               | 7                    |
| Разом    | 84      | 25                 | 47               | 12                   |